# Elecciones legislativas de Uruguay de 1901
El 26 de noviembre de 1901 se realizaron las elecciones legislativas de Uruguay para elegir a todos los miembros de la Cámara de Representantes

## Sistema  Electoral
El sufragio estaba limitado a hombres letrados. El voto no era secreto, ya que los votantes tenían que firmar su papeleta.

## Resultados
| Partido                  | Votos  | %      | Diputados obtenidos |
| ------------------------ | ------ | ------ | ------------------- |
| Partido Colorado         | 15,268 | 54.95  | 42                  |
| Partido Nacional         | 12,516 | 45.05  | 25                  |
| Total                    | 27,784 | 100.00 | 67                  |
| Fuente: Instituto Factum |        |        |                     |

Notas: Excluyendo las cifras de votos de Colonia, Florida y Durazno.